# 信徳院
信徳院（しんとくいん、生年不詳 - 天正15年8月15日（1587年9月17日））は、戦国時代から安土桃山時代にかけての女性。牧長清の正室。名は不詳、信徳院は法名。夫が小林城主だった事から小林殿（こばやしどの）と呼ばれた。

## 生涯
尾張の織田信秀の娘（第12女）で信長の妹。尾張小林城主で織田家の縁戚に当たる牧長清に嫁いだ。夫の死後も17年生き延び、信長の庇護を受けた。信長が本能寺の変で死去した後は、新しい尾張国主となった信長の次男・信雄に庇護され、化粧料を与えられた。天正15年（1587年）に死去。
戒名：信徳院殿善行恵長大禅定尼（信徳院殿善行慧長大姉）。愛知県名古屋市中区にある小林城跡の清浄寺に夫妻の墓碑が存在する。